# Restaurant Andrew Fairlie

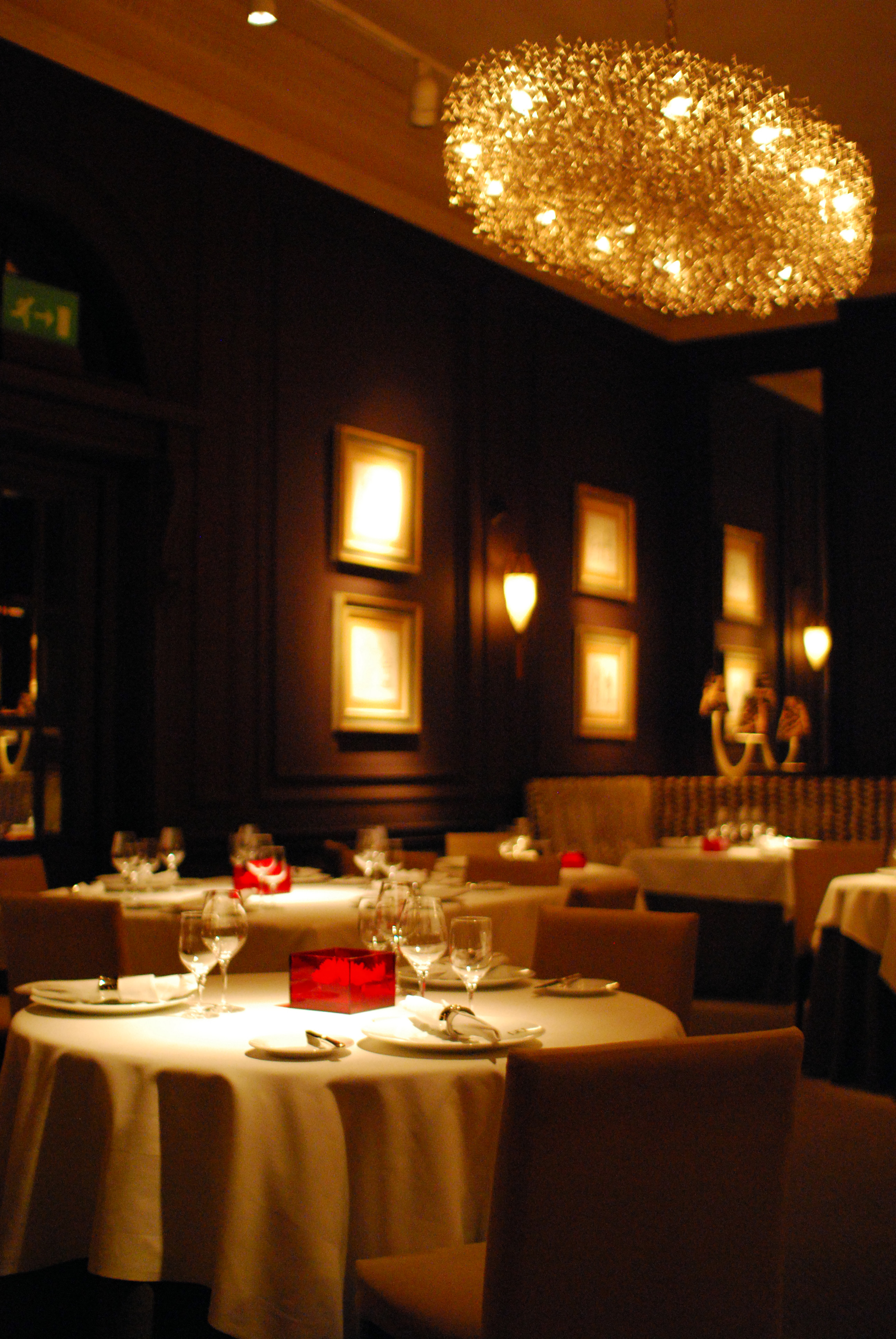
El comedor en el restaurante Andrew Fairlie en 2008

El restaurante Andrew Fairlie, también conocido como Andrew Fairlie en Gleneagles, es un restaurante de cocina británica ubicado en el Hotel Gleneagles cerca de Auchterarder, Perth and Kinross, Escocia. En funcionamiento desde 2001, fue dirigido por el chef Andrew Fairlie junto con su chef, Stevie McLaughlin. Actualmente posee dos estrellas Michelin, que han sido galardonadas en 2006. Es el único restaurante en Escocia que posee dos estrellas Michelin. 

## Historia
Después de ganar la Beca Roux inaugural, el chef Andrew Fairlie trabajó en varias cocinas. Esto incluyó ganar una estrella Michelin como chef del restaurante en One Devonshire Gardens en Glasgow, antes de instalar su primer restaurante, el restaurante homónimo Andrew Fairlie, en 2001.  Tanto su chef principal Stevie McLaughlin como el gerente general Dale Dewsbury llegaron con Fairlie cuando realizó la transición de One Devonshire Gardens al restaurante Andrew Fairlie.  McLaughlin se había abierto camino desde Sous Chef con otros chefs principales durante este período, incluido Darin Campbell.
Para celebrar los 15 años de funcionamiento del restaurante, en 2016, Michel Roux y Alain Roux recrearon algunos de los platillos de autor de su restaurante galardonado con tres estrellas Michelin, The Waterside Inn en Bray, Berkshire. La colaboración se llevó a cabo durante dos noches y los platos de ambos restaurantes aparecieron en un menú fijo.

## Descripción
El restaurante Andrew Fairlie está ubicado dentro del hotel Gleneagles cerca de Auchterarder, Perth y Kinross, Escocia.  Se encuentra dentro del interior del hotel; El comedor no tiene ventanas. Fairlie estuvo muy involucrada en el enfoque de diseño para la decoración, seleccionando una pintura texturizada de color marrón oscuro de Farrow & Ball para las paredes. Muchos de los componentes de diseño presentados en el restaurante están hechos a medida; La vajilla negra fue creada por John Maguire, al igual que los candelabros y la alfombra. Gregor Mathieson fue contratado para diseñar el espacio, y más tarde se convirtió en el socio comercial de Fairlie en el restaurante. Se inspiraron en las obras de Archie Forrest y colocaron obras del artista en las paredes del comedor. El restaurante arrendó 2 acres (9680,0 yd²) huerta amurallada de estilo victoriano, a unas 10 millas (16,1 km) lejos del hotel.

## Carta
Cuando el restaurante abrió sus puertas por primera vez, Fairlie dijo que los platos servidos eran exigentes en sus requisitos. Recordó un plato de carne de cerdo "que tenía tres elementos y todos tenían que ser proporcionados en términos de tamaño y forma". Agregó que el diseño de los platos en sí fueron importante para él, diciendo: "Hay ciertos platos que nunca pondría en un plato rectangular: pechuga de pollo o una paloma entera, por ejemplo. Simplemente no se vería bien". En un momento dado, Fairlie trató de recrear el estilo de deconstrucción de los platos vistos en restaurantes como El Bulli y El Celler de Can Roca, al que denominó un "período tonto" y se revirtió siguiendo los comentarios de los clientes.

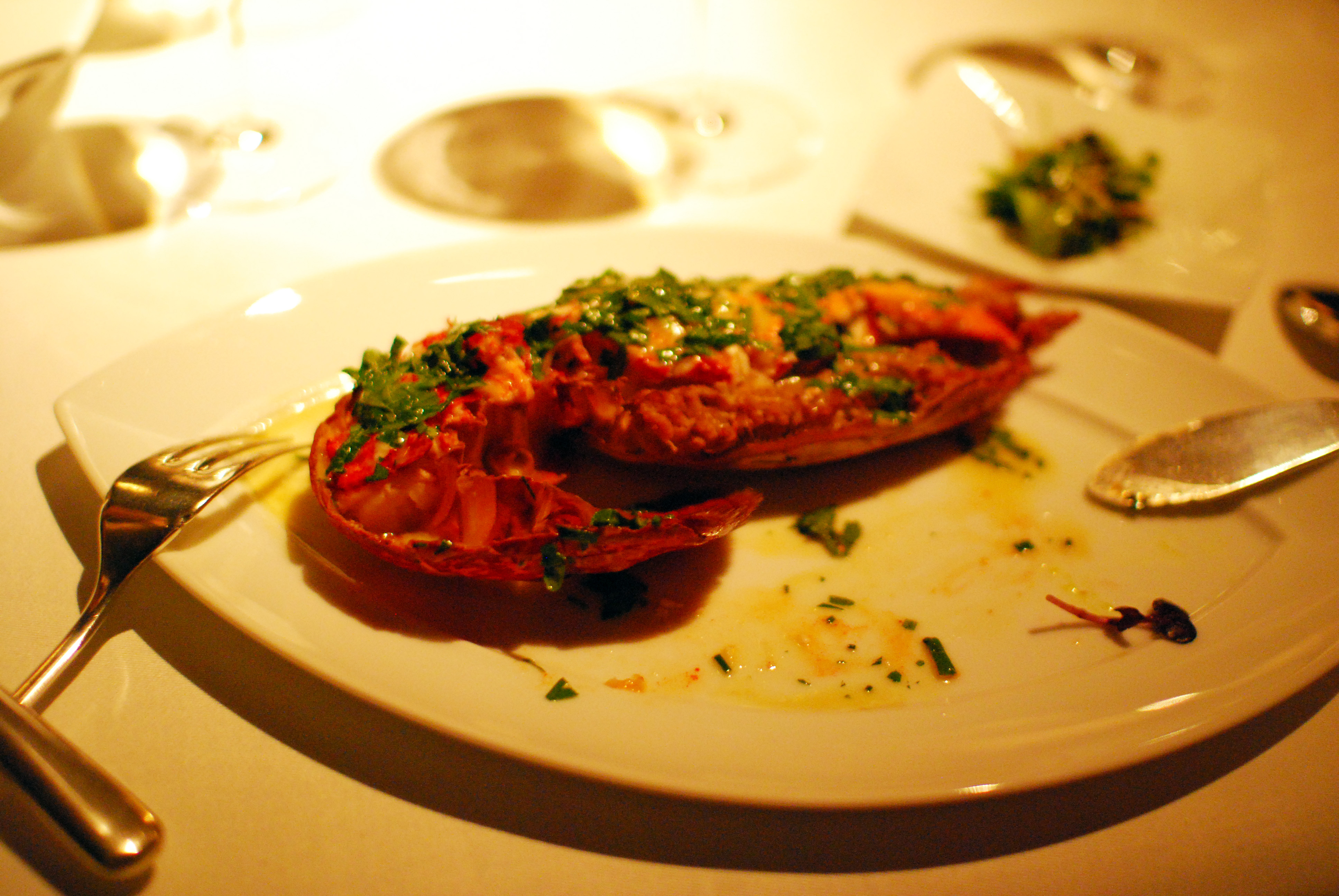
Un entrante de langosta a la parrilla con mantequilla de lima y hierbas

Después de la introducción de un menú de du marche (mercado), Fairlie dijo que esto les permitió ser más creativos con un estilo de enchapado de forma libre. Este menú se creó sobre la base de la disponibilidad de productos de los proveedores descritos por Fairlie como "flexible, cambiante, emocionante e interesante" y permitió que el restaurante coloque platos en el menú que de otra forma nunca se habrían servido en el restaurante. Desde 2012, Fairlie ha delegado la creación de algunos platos a McLaughlin, con ambos diseños que aparecen en el menú.  Con la huerta en producción, la esperanza era que les permitiera reintroducir sabores inusuales del patrimonio de Escocia.
El restaurante Andrew Fairlie tiene una conexión cercana con Champagne Krug. Tras el lanzamiento del clásico Krug Clos d'Ambonnay 2000, Fairlie y McLaughlin cocinaron para una fiesta de barbacoa en la huerta amurallada del restaurante en 2015 por los viticultores. El restaurante fue uno de los diez restaurantes del Reino Unido que se seleccionaron para tener una asignación completa de seis botellas de la nueva cosecha. Los champanes Krug son populares en el restaurante, ya que Krug Grand Cuvee se combina con el exclusivo plato de degustación de langosta ahumada.  Este plato se crea eliminando la carne de las cáscaras de langosta, fríamente humedeciéndola sobre los cubos de whisky y colocándola de nuevo en las cáscaras, antes de hornearla a alta temperatura con mantequilla, hierbas y jugo de limón.

## Recepción
Gillian Glover visitó el restaurante en 2004 para The Scotsman, y calificó el plato de langosta con mantequilla de lima y hierbas "por lo que la exigencia pública se asegurará de que el pobre chico todavía esté fumando conchas de langosta en sus años ochenta". Ella estuvo de acuerdo con su compañero de comida en que la comida era la mejor que había comido en Escocia. Richard Bath, del periódico Scotland on Sunday, temía la complejidad de los platos cuando visitó el restaurante en 2008. Sin embargo, se mostró complacido por la "inflexibilidad" del menú, elogiando el lomo de ternera servido con espinilla de ternera y tortas dulces. Dijo que los "delicados sabores del lomo se combinan con los tonos más ricos y oscuros de la jugosa espinilla, y se rematan con las tiernas y aterciopeladas mollejas para producir un plato exquisitamente equilibrado". Dio a la comida una calificación de nueve de cada diez.
Un año después de su apertura, el restaurante fue galardonado con una estrella Michelin. Una segunda estrella se añadió en 2006.  En 2012, el Sunday Times nombró a Restaurant Andrew Fairlie como el mejor restaurante del Reino Unido. El chef Michel Roux describió el restaurante en 2016 como un "templo de la gastronomía en Escocia".  La guía Good Food ubicó al restaurante en el noveno lugar en su lista de los mejores restaurantes del Reino Unido ese año. Esta fue la posición más alta alcanzada por cualquier restaurante con sede en Escocia.  El restaurante Andrew Fairlie ha aparecido en la lista de los 100 mejores restaurantes de Elite Traveler en varias ocasiones.

### Cocineros júnior
En 2015, Jonathan Ferguson, uno de los chefs del restaurante, fue nombrado el Joven Chef del Año por la British Culinary Federation. Al año siguiente, se convirtió en finalista en el concurso Joven Chef Nacional del Año.
La chef júnior sorn Lorna McNee fue la ganadora de la quinta cocina anual de Chefs de Juego en 2016. Esta fue la primera vez que una cocinera ganó la competencia. Ella dijo: "Estoy asombrada de haber ganado y se lo debo todo a la paciencia y la habilidad de Andrew y de la jefa de cocina Stevie McLaughlin, quien me guió".  Cuando se le preguntó acerca de las chefs del restaurante Andrew Fairlie, ella agregó: "Aquí siempre hemos tenido mujeres en nuestra cocina".  Las niñas tienen una influencia calmante en los niños. "Ellos tienen más elegancia en su cocina que los chicos, y como tienen manos más pequeñas y delicadas, pueden hacerlo mejor en la colocación y presentación de artículos pequeños como aves de caza".